# 藤原休樹
藤原 休樹 （ふじわら やすき）はシナリオライター。企画屋所属。

## 作品

### アダルトゲーム
- よい娘の悩み相談室 〜妄想世界の背徳的指導〜 （COLLECTION 2003年）
- カラフルウィッシュ 〜12コのマジ★キュン!〜 （戯画 2008年）
- 聖なるかなスペシャルファンディスク （ザウス 2008年）
- おさわり痴漢列車 （RED-ZONE 2008年）
- メアメアメア （mana 2008年）[1]
- メアメアメア-SisterPlus- （mana 2010年）[2]
- あかときっ!-夢こそまされ恋の魔砲- （エスクード 2010年）
- あかときっ!!-花と舞わせよ恋の衣装- （エスクード 2011年）
- 恋騎士 Purely☆Kiss （エフォルダムソフト 2011年）
- 電激ストライカー （OVERDRIVE 2011年）
- マテリアルブレイブ （戯画 2012年）[3]
- 英雄*戦姫 （天狐 2012年）
- 超電激ストライカー （OVERDRIVE 2012年）
- ××な彼女のつくりかた2 （Kiss 2012年）
- マテリアルブレイブ イグニッション （戯画 2013年）
- あかときっ♥ -もっと脱がせて恋の魔砲- （エスクード 2013年）
- あかときっ2! -紡ぐマホウと零れるヒカリ- （エスクード 2017年）

### 一般ゲーム
- スズノネセブン! 〜Rebirth knot〜 （アルケミスト 2010年）
  -     - スズノネセブン! Portable （アルケミスト 2013年）
- ユークリッド・スペース （イメージサーカス 2010年）
- 花と乙女に祝福を 〜春風の贈り物〜 （アルケミスト 2010年）
- 恋愛0キロメートル （アルケミスト 2013年）
  - 恋愛0キロメートルV （アルケミスト 2014年）
- 英雄*戦姫 （5pb. 2013年）
- 月英学園 -kou- （アークシステムワークス 2013年）
- 風雨来記5 （日本一ソフトウェア 2025年）